# Mazher Mahmood
Mazher Mahmood (* 22. März 1963 in Birmingham) ist ein Investigativreporter im Vereinigten Königreich. Bekannt wurde er als Reporter bei der britischen Boulevardzeitung News of the World, wo er sich oft als „fake sheikh“ (falscher Scheich) ausgab, um das Vertrauen seiner Zielpersonen zu erlangen.
Mahmood behauptet, „mehr als 100 Kriminelle der Gerechtigkeit zugeführt zu haben“.
Zu seinen Opfern gehörten u. a. prominente Personen, am bekanntesten die Countess of Wessex Sophie Helen Mountbatten-Windsor, der er 2001 nachweisen konnte, dass sie ihre Beziehungen zum britischen Königshaus nutzte, um Aufträge für ihre PR-Agentur zu erhalten. Die Countess trat als Chefin ihrer Firma zurück. Aussagen Sophies über ihre Schwiegermutter, die britische Königin, waren selbst der News of the World für eine Veröffentlichung zu drastisch. 2005 konnte er Prinzessin Michael von Kent Indiskretionen über Diana, Fürstin von Wales entlocken. Er hat auch den Drogenkonsum des Prinzen Harry publik gemacht.
Am 30. März 2006 behauptete der britische Politiker George Galloway, dass Mahmood und ein Komplize „versuchten mich zu illegalen politischen Finanzierungen zu verleiten, und meine Zustimmung zu antisemitischen Ansichten suchten, einschließlich der Leugnung des Holocaust“ („sought to implicate me in what would be illegal political funding and sought my agreement to anti-Semitic views, including Holocaust denial.“). Galloway schrieb dem Leiter des Metropolitan Police Service Sir Ian Blair und dem Vorsitzenden des britischen Unterhauses zu dem Vorfall, dass „ich glaube dieser Versuch den politischen Prozess zu untergraben stellt einen Bruch der parlamentarischen Immunität dar“ („I believe this attempt to subvert the political process constitutes a breach of parliamentary privilege“). Die News of the World versuchte am High Court of Justice eine gerichtliche Verfügung zu erwirken, um eine Veröffentlichung von Fotografien Mahmoods zu verhindern, erlangte jedoch nur eine einstweilige Verfügung bis zum 7. April. Galloway veröffentlichte die Bilder auf der Webseite seiner Gewerkschaft.
Mahmood war auch verantwortlich für das Aufdecken eines angeblichen Plans zur Entführung Victoria Beckhams 2003, der anschließende Prozess fiel jedoch in sich zusammen. Einer der beteiligten Männer verklagte später die News of the World wegen Verleumdung, verlor den Prozess jedoch.
Im Januar 2006 traf Mahmood den Trainer der englischen Fußballnationalmannschaft Sven-Göran Eriksson in Dubai. Er gab sich als Geschäftsmann aus, der eine Sportschule eröffnen wollte. Eriksson fragte ihn jedoch, ob er stattdessen den britischen Fußballclub Aston Villa übernehmen wolle. Er offenbarte zudem, dass er nach der Fußball-Weltmeisterschaft im gleichen Jahr England verlassen wolle um Manager von Aston Villa zu werden und dass er David Beckham von Real Madrid lotsen würde, um Kapitän des Vereins zu werden.
1997 bot der 28-jährige Schauspieler John Alford dem falschen Scheich Mahmood günstig Cannabis und Kokain an. Mahmood ging auf das Angebot ein und Alford wurde 1999 wegen Rauschgifthandels zu neun Monaten Gefängnis verurteilt. Alford behauptete reingelegt worden zu sein und forderte ebenso eine Haftstrafe für Mahmood.
Mahmood war verantwortlich für die erfolgreiche Strafverfolgung von Waffenhändlern, Drogenhändlern, Menschenschleusern und Pädophilen. Es ist ihm zu verdanken, dass ein Arzt inhaftiert wurde, der seine Geliebte, auch eine Ärztin, ermorden lassen wollte. Mahmood wurde als Killer angeheuert. Mahmood gewann eine Reihe von Preisen, bei den British Press Awards 1999 wurde Mahmood zum Reporter of the year gekürt, für seinen Bericht und dessen indiskrete und pikante Äußerungen der Manager des Fußballclubs von Newcastle United Freddie Shepherd und Douglas Hall, die von der News of the World per Telefon abrufbar gemacht wurden.
Nachdem sein Arbeitgeber, die Sonntagszeitung News of the World, nach einem Abhörskandal im Juli 2011 eingestellt wurde, fand er eine Stelle bei der Sonntagszeitung The Sunday Times, die zum gleichen Verlag gehört. Im Juli 2014 wurde er von der ebenfalls in diesem Verlag erscheinenden Sun on Sunday suspendiert, nachdem ein Strafprozess scheiterte, weil der Richter den Eindruck gewonnen hatte, dass Mahmood Zeugen beeinflusst hatte. Die zuständige Strafverfolgungsbehörde gab danach ihre Absicht bekannt, über 30 Strafverfahren zu untersuchen, in denen er als Zeuge aufgetreten war.